# 眞方忠道
眞方忠道（まかた　ただみち、1938年11月26日-　）は、日本の哲学者、翻訳家、神戸大学名誉教授。専門はギリシャ哲学、西洋古典学。
1962年東京大学文学部哲学科卒業。67年同大学院博士課程満期退学。秋田大学助教授、神戸大学文学部助教授、教授、2003年定年退官、名誉教授。真方陽子は妻。また、児童文学、ファンタジー文学の翻訳も行っている。

## 著書
- 『プラトンと共に』南窓社 2009
- 『人間観をたずねて 哲学入門』南窓社 2014

共編
- 『ファンタジーの世界』池田紘一共編 九州大学出版会 2002

### 翻訳
- ロイド=ジョーンズ『ゼウスの正義 古代ギリシア精神史』真方陽子共訳 岩波書店 1983
- グレアム・オークリー「ねこのサムソン・シリーズ」すぐ書房

2　教会ねずみ、ききいっぱつ 1993
4　教会ねずみ、宇宙飛行士になる 1997
6　教会ねずみのクリスマス 1998
8　ねこのサムソン海外ロケに 1998
- エニード・ブライトン『フェイマス・ファイブ サーカス団の秘密』眞方陽子共訳 実業之日本社 2004
- エニード・ブライトン『フェイマス・ファイブ 島にいるのはだれだ!』眞方陽子共訳 実業之日本社 2004
- ジョーゼフ T.シップリー『シップリー英語語源辞典』梅田修, 穴吹章子共訳 大修館書店 2009

## 論文
- Cinii

## 注
1. ↑  『現代日本人名録』
2. ↑  『人間観をたずねて』著者紹介